# Régiment des chasseurs des Évêchés
Pour les articles homonymes, voir régiments de Fimarcon, de Barbezières, de Belle-Isle, de Custine, de Montmorency et de La Reine.
Le régiment des chasseurs des Évêchés est un régiment de cavalerie du royaume de France, de la République française et du Premier Empire, créé en 1673.

## Création et différentes dénominations
- 14 septembre 1673 : création du régiment de Fimarcon dragons
- 10 août 1678 : renommé régiment de Barbezières dragons
- 10 août 1692 : renommé régiment d’Estrades dragons
- 11 janvier 1705 : renommé régiment de Belle-Isle dragons
- 1709 : renommé régiment de Bonnelles dragons
- 14 décembre 1727 : renommé régiment d’Armenonville dragons
- 19 avril 1742 : renommé régiment de Surgères dragons
- 1er décembre 1745 : renommé régiment d’Aubigné dragons
- 1763 : renommé régiment de Custine dragons
- 1780 : renommé régiment de Lescure dragons
- 1784 : renommé régiment de Montmorency dragons
- 17 mars 1788 : transformé en chasseurs à cheval, le régiment des chasseurs des Évêchés
- 1er janvier 1791 : renommé 2e régiment de chasseurs à cheval
- 1814 : renommé régiment des chasseurs de La Reine
- 1815 : renommé 2e régiment de chasseurs à cheval
- 1815 : licencié

## Équipement

### Étendards
4 guidons « de ſoye rouge, deviſe du roi en or, brodez & frangez d’or ».

### Habillement

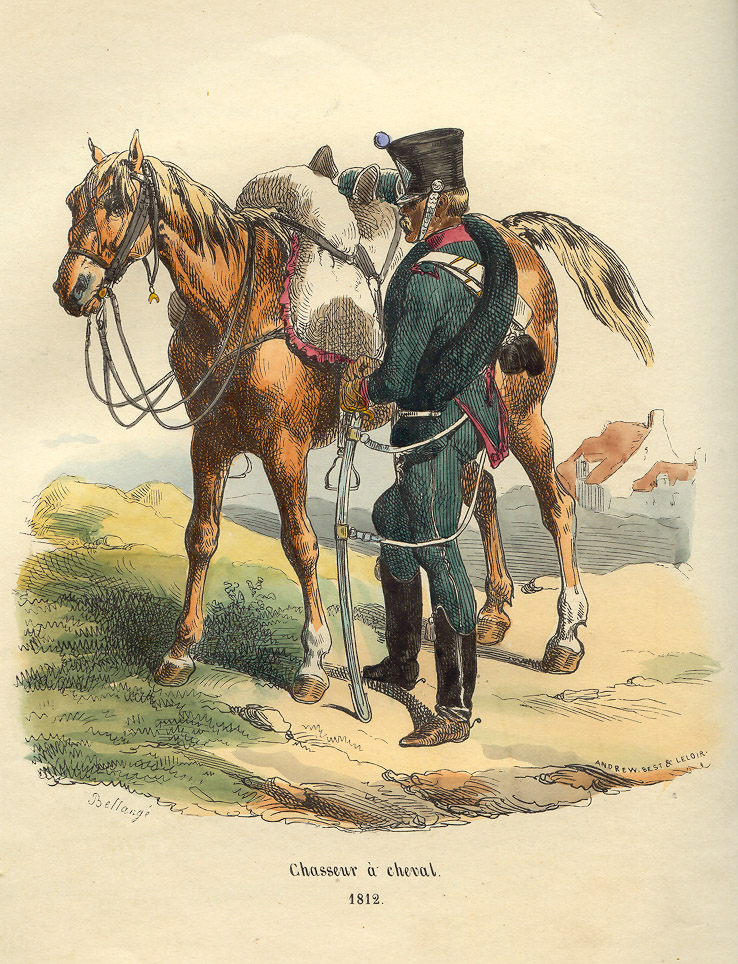
Chasseur à cheval de la Grande Armée, gravure de Bellangé illustrant l’Histoire de Napoléon de Laurent de l’Ardèche, 1843.

Uniformes
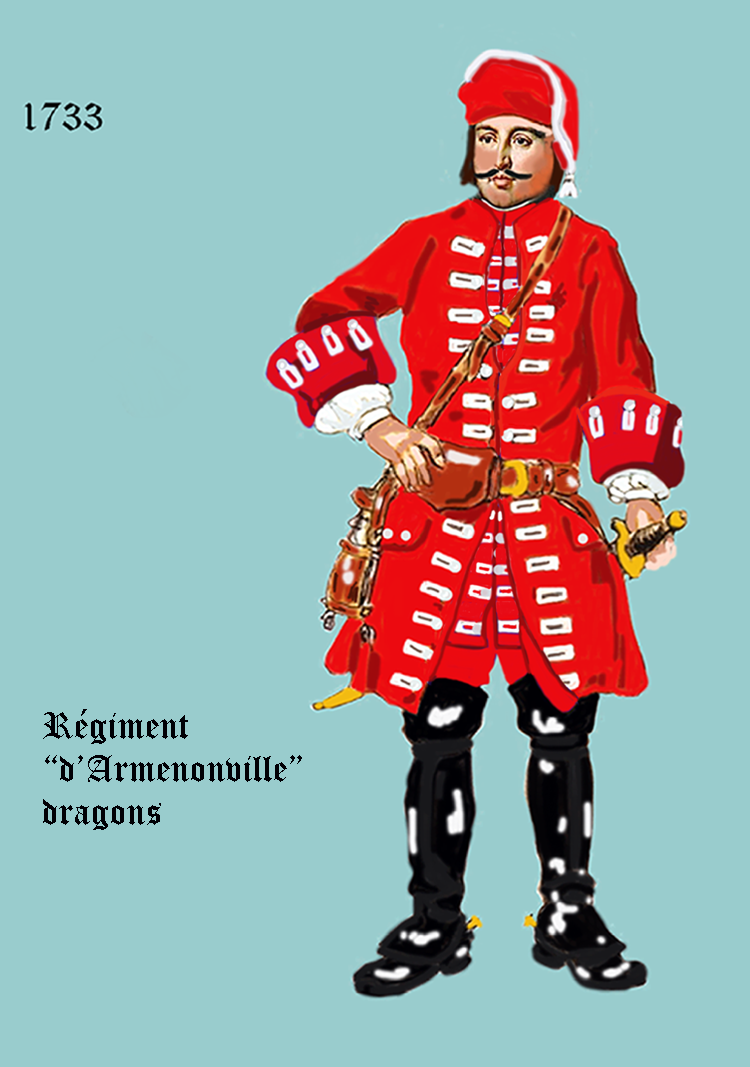
de 1733 à 1750
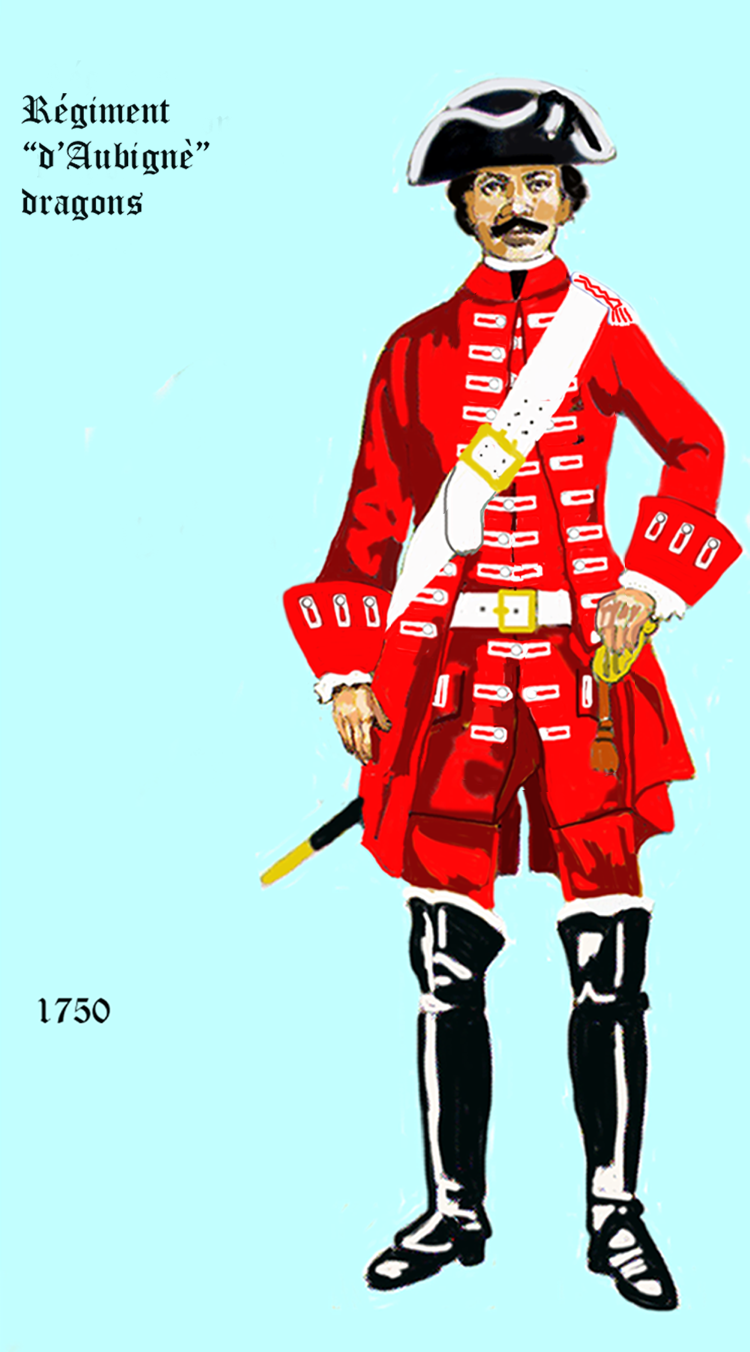
régiment d'Aubigné dragons de 1750 à 1757
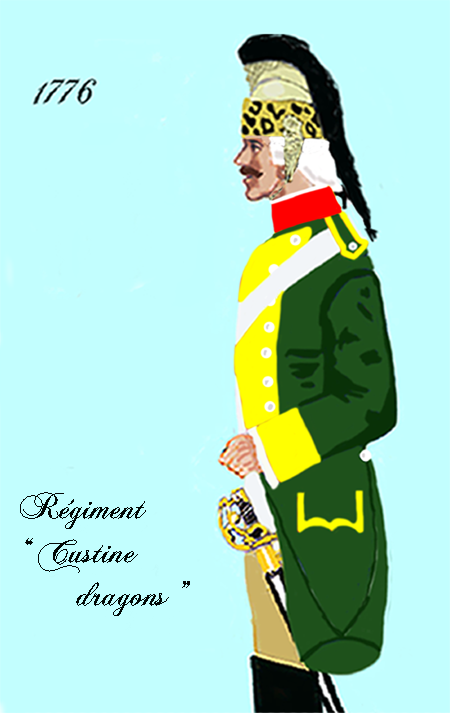
régiment de Custine dragons de 1776 à 1779
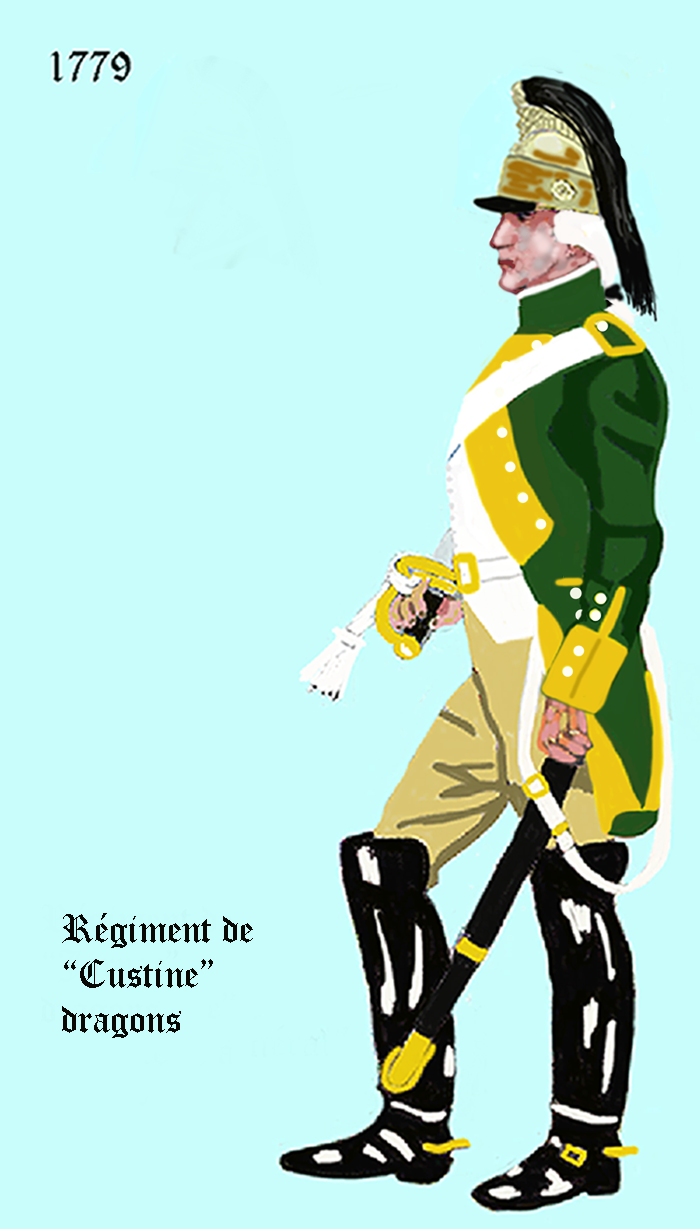
de 1779 à 1786
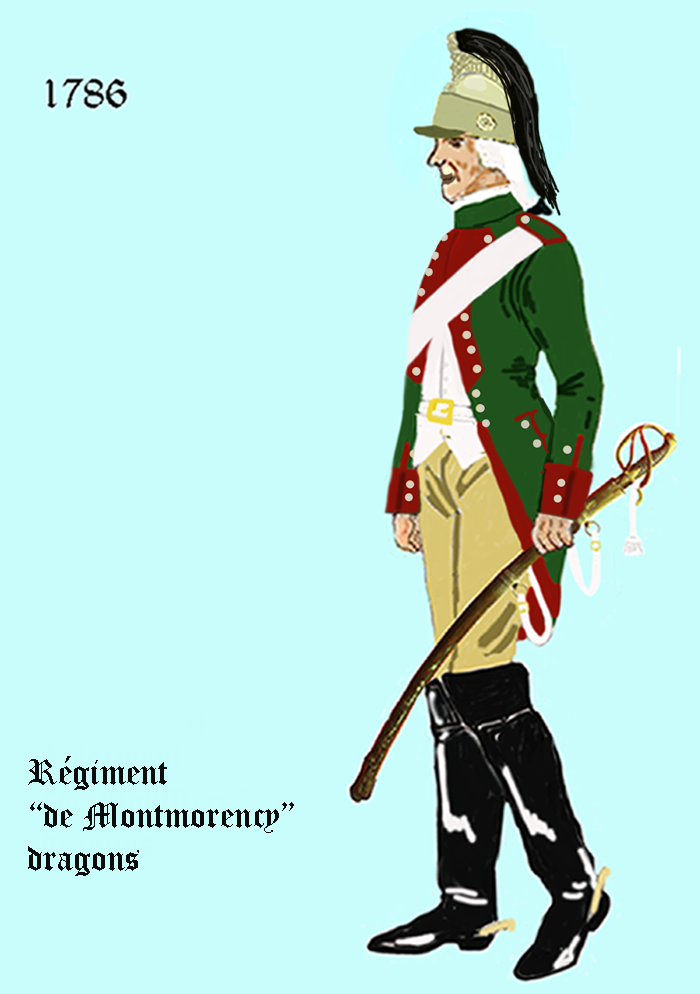
régiment de Montmorency dragons de 1786 à 1788
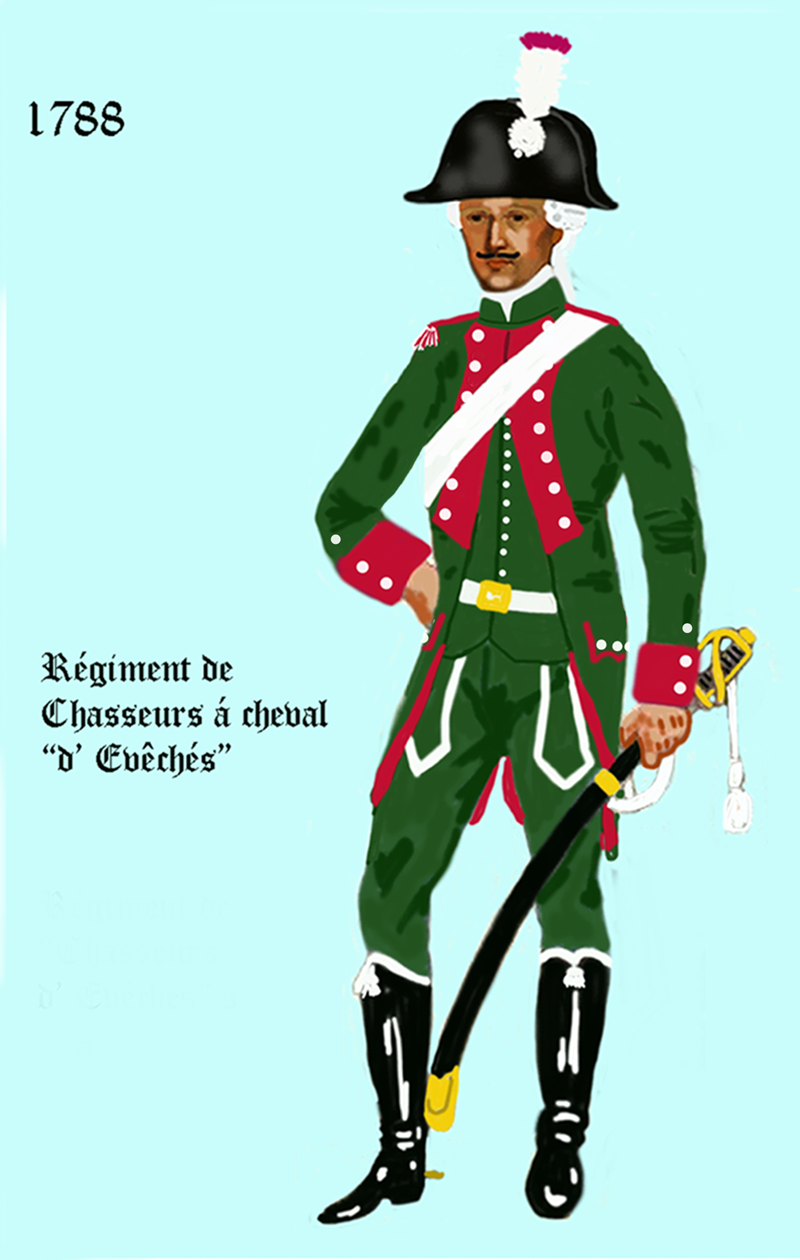
régiment de chasseurs à cheval d'Évêchés de 1788 à 1789
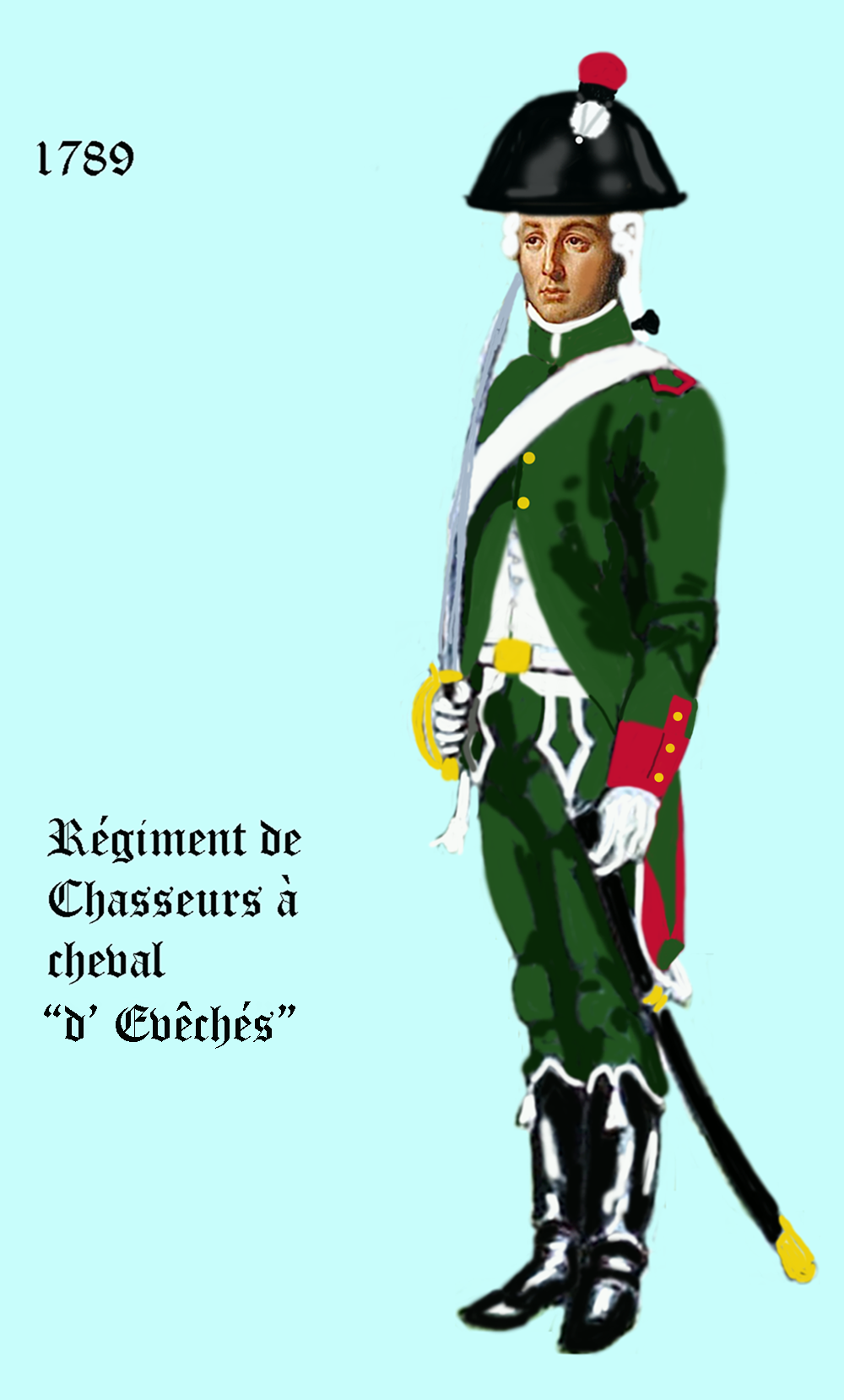
régiment de chasseurs à cheval d'Évêchés de 1789 à 1791
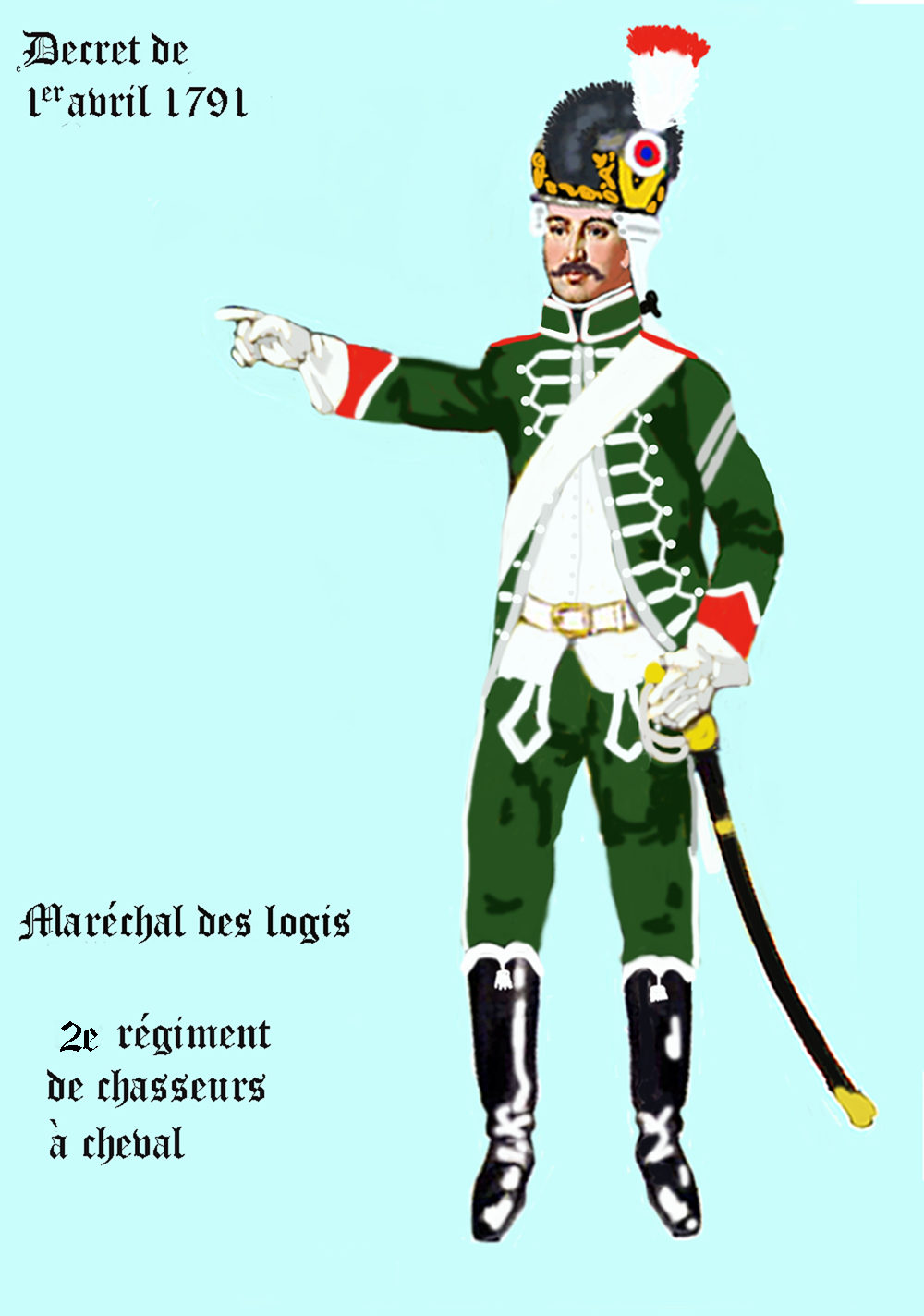
2e régiment de chasseurs à cheval par décret de 1791

## Historique

### Mestres de camp et colonels
- 14 septembre 1673 : chevalier de Fimarcon
- 10 août 1678 : Charles Louis de Chemerault, marquis de Barbezières, brigadier le 24 août 1688, maréchal de camp le 2 mai 1692, lieutenant général des armées du roi le 3 janvier 1696, † 20 septembre 1709
- 10 août 1692 : Godefroy Louis, comte d’Estrades, brigadier le 1er octobre 1702, maréchal de camp le 26 octobre 1704, lieutenant général des armées du roi le 29 novembre 1710, † 18 août 1717
- 11 janvier 1705 : Charles Louis Auguste Foucquet, comte puis duc de Belle-Isle, brigadier de dragons le 12 novembre 1708, maréchal de camp le 8 mars 1718, lieutenant général des armées du roi le 22 décembre 1731, maréchal de France le 11 février 1741, † 26 janvier 1761
- 1709 : chevalier de Bonnelles
- 14 décembre 1717 : Jean-Baptiste Fleuriau, marquis d’Armenonville, brigadier le 15 mars 1740, † 14 avril 1742
- 19 avril 1742 : Alexandre Nicolas de La Rochefoucauld, comte de Surgères, brigadier le 20 février 1743, déclaré maréchal de camp en novembre 1745 par brevet expédié le 1er mai, déclaré lieutenant général des armées du roi en décembre 1748 par pouvoir expédié le 10 mai, † 29 avril 1760
- 1er décembre 1745 : Balthazar Urbain, chevalier d’Aubigné, brigadier le 1er mai 1758, maréchal de camp le 20 février 1761, † 12 décembre 1762
- 20 février 1761 : Antoine Cleradius de Choiseul, comte de Choiseul-La Baume, brigadier de dragons le 20 février 1761, déclaré maréchal de camp en mai 1763 par brevet du 25 juillet 1762
- 1763 : Custine
- 1780 : Lescure
- 1784 : Anne Alexandre Sulpice, comte puis duc de Montmorency-Laval
- 1er décembre 1791 : Antoine Bernard Constance Meillonas
- 1792 : Guy Coustard de Saint-Lo, maréchal de camp le 15 septembre 1792
- 1792 : Auguste Louis Joseph Broglie
- 1792 : Pierre Garnier de Laboissière, † 14 avril 1809
- 1794 : Jean-Baptiste Croutelle
- 1801 : Jean Le Marois, † 14 octobre 1836
- 1803 : Ignace François Bousson, † 19 août 1825
- 1807 : François Garnier de Laboissière, † 15 septembre 1813
- 1813 : Jean Nicolas Éloi Mathis, † 6 novembre 1841

### Campagnes et batailles
- Guerre de Hollande : en Flandre
  - 1678 : bataille de Saint-Denis)[2]
- 1684 : siège de Luxembourg[2]
- Guerre de la Ligue d'Augsbourg :
  - 1689 : secours de Mayence[3]
  - 1692 : siège de Namur et bataille de Steinkerque[3]
  - 1693 : siège de Charleroi[3]
- Guerre de Succession d'Espagne :
  - 1701 : batailles de Carpi et de Chiari[3]
  - 1702 : défense de Crémone, bataille de Luzzara, siège de Guastalla[3]
  - 1704 : sièges de Verceil et d'Ivrée[3]
  - 1705 : bataille de Cassano puis quartiers d'hiver à Valeggio où il repousse deux incursions ennemies[4]
  - 1706 : bataille de Calcinato, le régiment repousse un bataillon de l'armée brandebourgeoise et un détachement de cavaliers hongrois, fait 300 prisonniers et adopte le sabre courbe hongrois pris à l'ennemi, dit « sabre à la Montmorency » ; bataille de Turin et bataille de Castiglione[5]
  - 1707 : combat de Lauffen[5]
  - 1708 : défense de Lille[6]
- Guerre de Succession de Pologne en Italie[7]
- Guerre de Succession d'Autriche :
  - 1742 : campagne de Bohême[7]
  - 1743 : bataille de Dettingen[8]
  - 1744 : bataille de Saverne et siège de Fribourg[8]
  - 1746 : prise de Nice et de Vintimille[8]
- Guerre de Sept Ans :
  - 1761 : bataille de Villinghausen[8]
  - 1762 : bataille de Johannisberg[9]

Le 2e régiment de chasseurs à cheval a fait les campagnes de 1792 à 1794 à l’armée du Rhin.

Il a fait les campagnes des ans IV et V à l’armée de Rhin-et-Moselle ; an VI aux armées de Mayence et d’Ouest ; an VII à l’armée de l’Ouest ; an VIII et IX à l’armée d’Italie. Faits d’armes : Ce corps se fit particulièrement remarquer à la bataille de Rastadt, le 5 juillet 1796, au combat d’Hindenheim, et au passage du Lech, les 11 et 24 août 1796.

Campagnes de l’an XIII au corps de réserve de cavalerie ; de l’an XIV à 1808 au 3e corps de réserve de la Grande Armée ; 1809 et 1810 à l’armée du Rhin (3e corps de l’armée d’Allemagne ; 1811 à l’armée d’Allemagne et au corps d’observation de l’Elbe ; 1812 au 1er corps de la Grande Armée ; 1813  et 1814 au 1er corps de la Grande Armée (1er de cavalerie) ; 1815 au 5e corps d’armée.

### Quartiers
- Nommeny[1]